# Ruta Estatal de Nevada 372
La Ruta Estatal de Nevada 372, y abreviada SR 372 (en inglés: Nevada State Route 372) es una carretera estatal estadounidense ubicada en el estado de Nevada. La carretera inicia en el Oeste desde la SR 178  en la frontera con el estado de California hacia el Este en la SR 160     en Pahrump. La carretera tiene una longitud de 12,5 km (7.770 mi).

## Mantenimiento
Al igual que las autopistas interestatales, y las rutas federales y el resto de carreteras estatales, la Ruta Estatal de Nevada 372 es administrada y mantenida por el Departamento de Transporte de Nevada por sus siglas en inglés Nevada DOT.